# Hermann Kluge (NSDAP-Mitglied)
Hermann Kluge (* 12. März 1891 in Erfurt; † 31. Mai 1947) war ein deutscher politischer Funktionär der NSDAP. Er war unter anderem Vorsitzender des Parteigerichts der NSDAP in Berlin, Gründer der Nationalsozialistischen Volkswohlfahrt (NSV) und Bürgermeister von Gransee.

## Leben und Tätigkeit
Kluge gehörte von 1909 bis 1920 dem Infanterieregiment 60 an. Mit diesem nahm er am Ersten Weltkrieg teil, aus dem er schwerkriegsbeschädigt heimkehrte.
Zum 7. August 1926 trat Kluge in die NSDAP ein (Mitgliedsnummer 42.191). Von 1926 bis 1931 amtierte er als Vorsitzender des Parteigerichts der NSDAP für Berlin (Gau Untersuchungs- und Schlichtungsausschuss [USchlA]). 1931 gründete Kluge die Nationalsozialistische Volkswohlfahrt (NSV) und war bis Mai 1933 deren erster Reichsleiter. Am 18. April 1932 verabschiedete der Vorstand des Vereins unter Vorsitz von Kluge seine Satzung. Diese legte als Zweck des Vereins die praktische Arbeit vor Ort mit Wohlfahrtspflegerausbildung, Armenspeisung und Gefangenenhilfe fest. Um eine Verbindung zur NSDAP zu schaffen, wurde die formal am 22. Juni 1932 die Eintragung beim Amtsgericht Berlin-Tempelhof als Verein in das Vereinsregister eingetragene Organisation (NS-Volkswohlfahrt e.V.) der Kommunalpolitischen Abteilung in der Hauptabteilung III der Gauleitung des NSDAP-Gaues Berlin unterstellt.
Nach der Machtübernahme der Nationalsozialisten wurde Kluge zum Bürgermeister von Gransee ernannt.
Kluges Verbleib nach dem Zweiten Weltkrieg ist ungeklärt: Ein Hermann Kluge, der dem Jahrgang 1891 angehörte, starb jedoch am 31. Mai 1947 in einem sowjetischen Gefangenenlager und liegt auf der Kriegsgräberstätte Neubrandenburg-Fünfeichen begraben.

## Ehe und Familie
Am 22. Januar 1926 heiratete Kluge in zweiter Ehe in Neuruppin Ida Muttersbach (* 28. Mai 1893; † 18. Januar 1973 in Neuruppin).